# Lucius Cirpinius
Lucius Cirpinius (vollständige Namensform Lucius Cirpinius Titi filius Velina) war ein im 1. Jahrhundert n. Chr. lebender Angehöriger des römischen Ritterstandes (Eques). Durch eine Inschrift, die auf 27 v. Chr. bis 41 n. Chr. datiert wird, sind einzelne Stationen seiner Laufbahn bekannt.
Cirpinius ließ von seiner militärischen Laufbahn in der Inschrift nur die beiden ranghöchsten Stufen festhalten, die er erreichte, nämlich, dass er ein zweites Mal Primus Pilus wurde und dass er danach praefectus legionis einer legio XXII war; bei dieser Legion handelt es sich um die Legio XXII Deiotariana, die in der Provinz Aegyptus stationiert war.
Cirpinius war in der Tribus Velina eingeschrieben. Er stammte aus Ricina, wo auch die Inschrift gefunden wurde. In seiner Heimatstadt wurde er zum Duumvir und quinquennalis gewählt.